# Hanne Bjurstrøm
Hanne Inger Bjurstrøm (Oslo, 20 september 1960) is een Noors advocaat en politica. Tussen december 2009 en september 2012 was zij minister van Sociale Zaken en Werkgelegenheid in het kabinet-Stoltenberg II.

## Biografie
Bjurstrøm werd geboren in Oslo. Ze studeerde rechten aan de Universiteit van Oslo, waar ze in 1987 afstudeerde. Na haar studie was ze werkzaam als advocaat en later als rechter. In de aanloop naar de VN-klimaatconferentie van Kopenhagen in 2009 werd Bjurstrøm gevraagd de Noorse delegatie te leiden. Na afloop van de conferentie werd ze benoemd tot minister van Sociale Zaken en Werkgelegenheid.
Tegen het einde van haar ambtsperiode kreeg Noorwegen in 2012 te maken met een staking in de olie-industrie waardoor ook de staatsinkomsten onder druk kwamen te staan. Uiteindelijk werd de staking beëindigd door ingrijpen van de minister.
Na haar aftreden keerde ze in eerste instantie terug naar de advocatuur. In 2015 werd zij door de regering Solberg benoemd tot ombudsman voor gelijke behandeling.